# もう少しの居眠りを
『もう少しの居眠りを』（もうすこしのいねむりを）は、1978年2月5日に発売された大塚博堂の3枚目のアルバム。

## 概要
テーマは、「結婚って何だろう、博堂愛の世界を歌う」。6は松本隆が作詞を担当している。作曲は、8以外は博堂。編曲陣は、前作に引き続きあかのたちお、新たに沢田研二や中島みゆきや渡辺真知子の編曲で知られる船山基紀、西城秀樹「傷だらけのローラ」の作曲で知られる馬飼野康二も参加。このアルバムには、後に布施明が歌い、紅白歌合戦に出場した「めぐり逢い紡いで」が収録されている。また、渡辺貞夫のジャズ「祭りの朝に」も歌う。

## 収録曲
| #         | タイトル               | 作詞      | 作曲      | 編曲         | 時間  |
| --------- | ---------------------- | --------- | --------- | ------------ | ----- |
| 1.        | 「哀しみ通せんぼ」     | るい      | 大塚博堂  | 船山基紀     | 3:31  |
| 2.        | 「翌朝」               | 藤公之介  | 大塚博堂  | 馬飼野康二   | 3:33  |
| 3.        | 「めぐり逢い紡いで」   | るい      | 大塚博堂  | あかのたちお | 3:31  |
| 4.        | 「野良犬」             | 大塚博堂  | 大塚博堂  | あかのたちお | 3:55  |
| 5.        | 「夜迷星」             | 井手剛一  | 大塚博堂  | あかのたちお | 2:27  |
| 6.        | 「I'm a lonely man」   | 松本隆    | 大塚博堂  | 馬飼野康二   | 4:26  |
| 7.        | 「私はもう女です」     | るい      | 大塚博堂  | 船山基紀     | 5:12  |
| 8.        | 「祭りの朝に」         | 山上路夫  | 渡辺貞夫  | 博堂組       | 4:19  |
| 9.        | 「待ち人来たらず」     | るい      | 大塚博堂  | あかのたちお | 3:46  |
| 10.       | 「もう少しの居眠りを」 | るい      | 大塚博堂  | あかのたちお | 3:29  |
| 合計時間: | 合計時間:              | 合計時間: | 合計時間: | 合計時間:    | 38:09 |